# Antony Padiyara

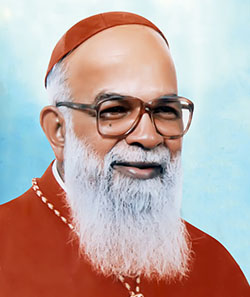
Antony Padiyara (1995)

Antony Kardinal Padiyara (Malayalam മാർ ആന്റണി പടിയറ Mār Ānṟaṇi Paṭiyaṟa; * 11. Februar 1921 in Manimala, Kerala; † 23. März 2000 in Kakkanad) war ein römisch-katholischer Erzbischof und Kardinal.
Padiyara empfing am 19. Dezember 1945 das Sakrament der Priesterweihe und wurde am 3. Juli 1955 von Papst Pius XII. zum Bischof der indischen Diözese Ootacamund ernannt. Die Bischofsweihe spendete ihm am 16. Oktober 1955 in Ootacamund der Bischof von Mysore René-Jean-Baptiste-Germain Feuga; Mitkonsekratoren waren der Bischof von Coimbatore, Francis Xavier Muthappa, sowie Matthew Kavukattu, Erzbischof von Changanacherry der Syro-malabarischen Kirche. 
Von 1962 bis 1965 nahm er am Zweiten Vatikanischen Konzil teil.
Am 14. Juni 1970 ernannte ihn Papst Paul VI. zum Erzbischof von Changanachcherry; am 23. April 1985 wurde er durch Johannes Paul II. zum Erzbischof von Ernakulam berufen. Im Konsistorium vom 28. Juni 1988 wurde er zum Kardinal kreiert. Als Kardinalpriester erhielt er die Titelkirche Santa Maria Regina Pacis a Monte Verde.
Am 16. Dezember 1992 wurde er Großerzbischof von Ernakulam-Angamaly und damit Oberhaupt der syro-malabarischen Kirche. Am 11. November 1996 legte er sein Amt aus Altersgründen nieder.
Am 23. März 2000 verstarb er und wurde in der St. Mary-Kathedrale in Ernakulam beigesetzt.